# 德宁路
德宁路，元朝时设置的路。
延祐五年（1318年）改静安路置，治所在德宁县（今内蒙古自治区达尔罕茂明安联合旗北鄂伦苏木古城）。辖境约今内蒙古自治区达尔罕茂明安联合旗、包头市、固阳县。明朝洪武中废。